# Gornja Sabanta
Gornja Sabanta (en serbe cyrillique : Горња Сабанта) est un village de Serbie situé dans la municipalité de Pivara (Kragujevac), district de Šumadija. Au recensement de 2011, il comptait 710 habitants.

## Démographie

### Évolution historique de la population
| 1948  | 1953  | 1961  | 1971  | 1981  | 1991 | 2002 | 2011 |
| ----- | ----- | ----- | ----- | ----- | ---- | ---- | ---- |
| 1 203 | 1 254 | 1 221 | 1 113 | 1 045 | 918  | 839  | 710  |

|  |